# Castilleja arctica
Castilleja arctica là loài thực vật có hoa thuộc họ Cỏ chổi. Loài này được Krylov & Serg. mô tả khoa học đầu tiên năm 1939.